# Лілія однобратня
Лілія однобратня (Lilium monadelphum) — вид рослин із родини лілієвих (Liliaceae), зростає в Криму й на Кавказі.

## Біоморфологічна характеристика
Це багаторічна трава 80–100(180) см заввишки. Цибулина велика, 3.5–8 см завдовжки, овальна. Стебло порівняно товсте, густо вкритий листям майже на всій довжині. Листки до 15 см у довжину, б.-м. широко-ланцетні, гострі з багатьма жилками, знизу на краях і жилках з сосочками, рідше гладкі, верхні листки коротші. Квітки (числом 1–30) пониклі, світло-жовті, ароматні, зібрані в пірамідальну китицю. Оцвітина вузько-дзвонова, частки її зворотно-ланцетні, з серпувато викривленими верхівками, з внутрішньої сторони крапчасті. Тичинки нижче середини спаяні в трубку або вільні. Пиляки жовті; пилок від жовтого до світло-оранжевого. Коробочка 4 × 2.5 см, гладка. Період цвітіння: травень — липень. 2n=24.

## Середовище проживання
Зростає в Україні — Крим, Росії — Північний Кавказ, на Південному Кавказі.
В Україні вид зростає на лісових галявинах — у Криму, зрідка.

## Використання
Вирощується як декоративна рослина.

## Галерея

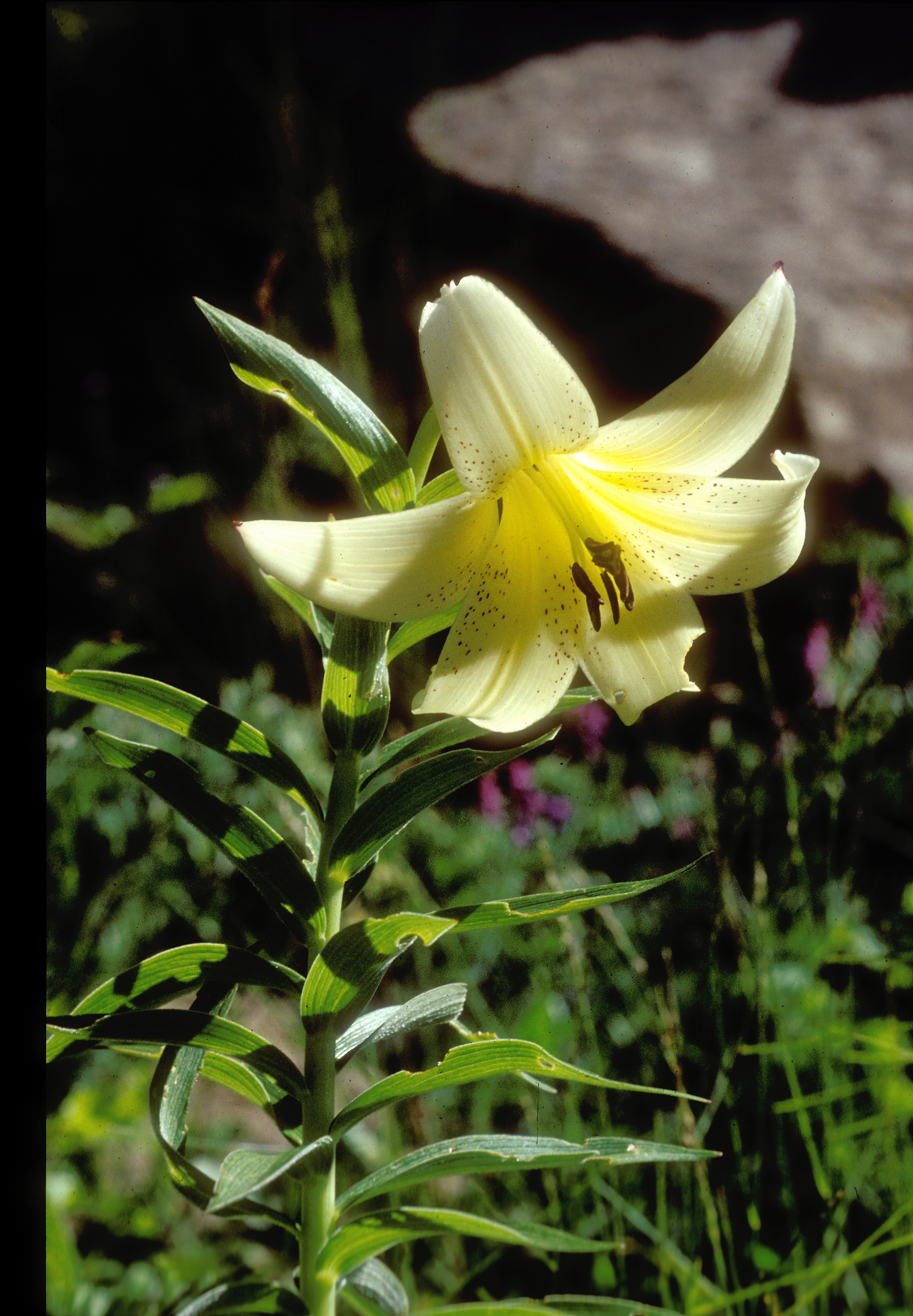
художнє фото
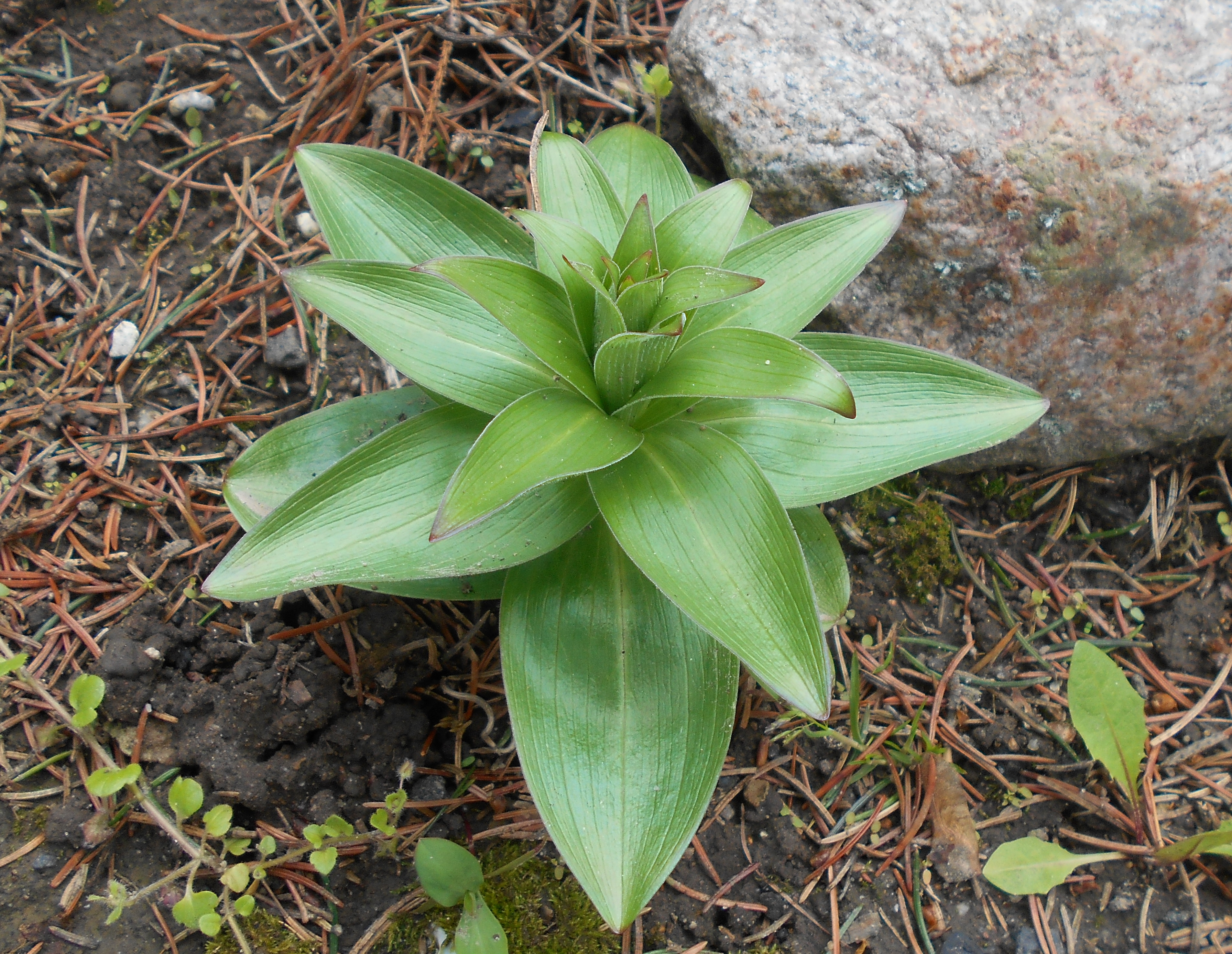
листя навесні
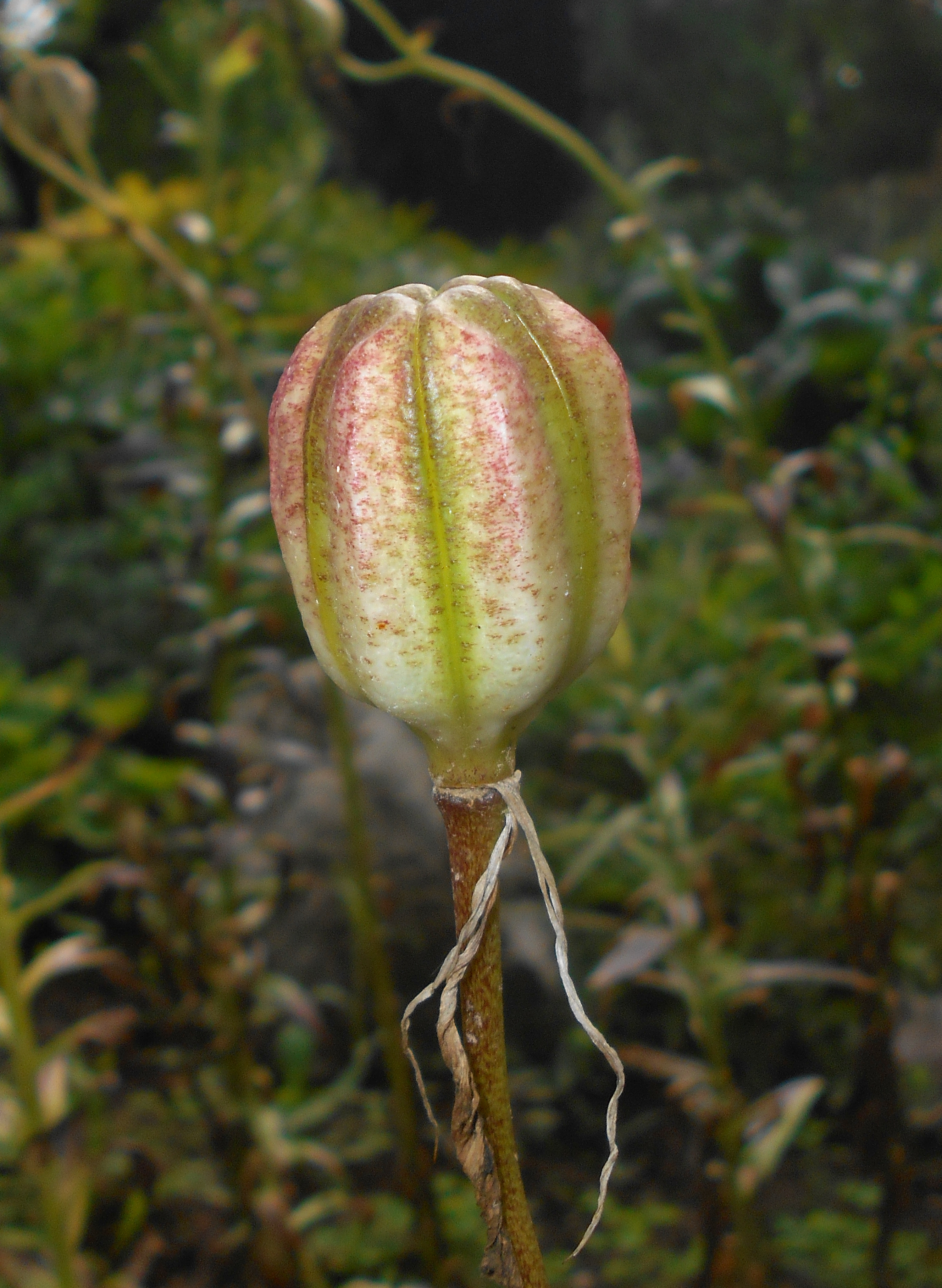
коробочка
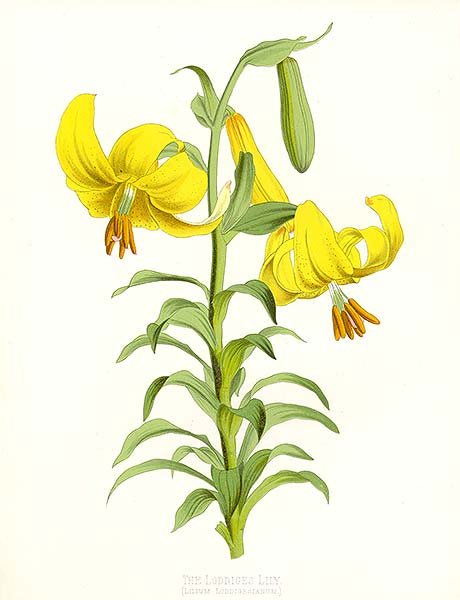
ілюстрація